# A kis jegesmedve
A kis jegesmedve (2001) Hans de Beer mesekönyvei alapján készült német- amerikai rajzfilmsorozat, Thilo Graf Rothkirch rendezésében, nagyrészt magyar animációs alkotók közreműködésével.

## Rövid cselekmény
|  | Alább a cselekmény részletei következnek! |

Pihe és a repülés
Az első epizód főszereplője Pihe, egy kis jegesmedve, orvvadászok csapdáitól menti meg barátait, és hosszú utazásán új barátot is talál, megismerkedik egy kedves barnamedve-lánnyal. Ám amikor a fárasztó út után végre hazaér, szomorúan látja, hogy szülei megbetegedtek. Egy maolány ismeri a gyógyszert: illatos mézet kell hozniuk az erdőből! A két barát ezért elhagyja a jégvilágot, hogy elhozza a finom, gyógyító mézet Pihe szüleinek. A jegesmaciszülők meggyógyulnak, de Pihéékre még egy komoly feladat vár: Yurit, a lunda madarat kell megtanítaniuk repülni, hogy igazi otthonába, a levegőbe emelkedhessen.
Pihe és a kis tigris
A második epizódban Pihe olyan messzi helyekre látogat, mint a kikötőváros, a tigrisek erdeje vagy egy kis sziget. Most sem maradnak el az új barátok: Nemo, a tengerjáró cica, Theo, a tigris és a kis jegesmedve többi nagy kalandjából ismert szereplő.

## Alkotók
Storyboard
- Tenkei Péter
- Alberto Campos

Animációs rendezők
- Kris van Alphen
- Darko Belevski

Animációs tervezők
- Darko Belevski
- Kris van Alpen
- Nyírő Erzsébet
- Tóth Lajos
- Baumgartner Zsolt
- [Pablo Guerrero
- Éber Magda
- Varga Erika
- Bakos Magda
- Maticska Zsolt
- Jécsai Zoltán

## Szereposztás
| Szereplő           | Eredeti hang        | Magyar hang    |
| ------------------ | ------------------- | -------------- |
| Lars               | Mijail Verona       | Gábor Dani     |
| Robbey             | Maximilian Artajo   | Morvay Bence   |
| Greta              | Jeanette Biedermann | Kántor Kitty   |
| Caruso             | Dirk Bach           | Kerekes József |
| Manili, Lars anyja | Vanessa Petruo      | ?              |
| Mika, Lars apja    | Ingolf Lück         | ?              |
| Kalle              | Jochen Busse        | Uri István     |
| Nalle              | Mike Krüger         | ?              |
| Palle              | Bernd Stelter       | ?              |
| Lena               | Adak Azdasht        | ?              |
| Peeps              | Sandro Blümel       | ?              |
| Víziló             | Harry Rowohlt       | ?              |
| Rozmár             | N/A                 | ?              |
| Eszkimólány        | N/A                 | Molnár Ilona   |

## Televíziós megjelenések
RTL Klub 